# 聖米哈尤羅門鄉
聖米哈尤羅門鄉（羅馬尼亞語：Comuna Sânmihaiu Român），是羅馬尼亞的鄉份，位於該國西部，由蒂米什縣負責管轄，面積74平方公里，海拔高度88米，2002年人口4,615，人口密度每平方公里62人。

## 姐妹城市
- 法國 莫尔纳克[4]